# Augusto Masetti
Augusto Masetti (Sala Bolognese, 12 aprile 1888 – Imola, 3 marzo 1966) è stato un anarchico e antimilitarista italiano.
Il 30 ottobre 1911, quando era militare in partenza per la guerra di Libia, fu protagonista di un caso di insubordinazione agli ordini militari.

## Biografia
Augusto Masetti nasce il 12 aprile 1888 a Sala Bolognese presso una modesta famiglia di braccianti giornalieri; il padre si chiama Cesare Masetti e la madre Giacinta Montanari. Subito dopo la nascita di Augusto la famiglia si trasferisce a San Giovanni in Persiceto (Bologna). Qui frequenta la prima e la seconda elementare, e poi diventa calzolaio, muratore e militante della locale Camera del Lavoro. Nel 1908, ventenne, emigra in Francia assieme ad altri amici muratori, ma nel 1909 rientra in Italia per svolgere, a Ravenna fino al 1910, la naja militare obbligatoria. Poi nel 1911 viene richiamato per la seconda volta alle armi in occasione della guerra contro la Turchia (la cosiddetta Guerra di Libia).
Augusto Masetti, antimilitarista e anarchico convinto - è  assiduo lettore del foglio anarchico-libertario «Rompete le file!» - la mattina del 30 ottobre 1911, mentre si trova nel cortile della caserma Cialdini di Bologna in attesa della partenza per la Libia, spara un colpo di fucile contro il colonnello Stroppa, ferendolo ad una spalla.
Durante la perquisizione gli viene trovato in tasca un volantino antimilitarista che invita i soldati a mirare verso bersagli diversi da quelli indicati dagli ufficiali. Interrogato si professa anarchico e rivoluzionario.
In sostegno a Masetti si costituisce il "Comitato Nazionale "Pro Masetti"", di cui Armando Borghi era il segretario (ne fa parte, tra gli altri, Attilio Sassi), in cui si compie la saldatura dell'antimilitarismo anarchico, socialista e repubblicano. Lo Stato, visto il clima che si andava creando, teme di farne un martire se lo condannerà a morte (la pena prevista dal codice sarebbe la fucilazione alla schiena), per cui, tramite la perizia di due psichiatri nominati dal Tribunale di Venezia, Masetti viene fatto passare per un «soggetto degenerato» incapace di intendere e di volere.  Il comitato pro-Masetti intendeva però dimostrare che Masetti non era pazzo, per questo vengono rese pubbliche alcune dichiarazioni fatte dallo stesso ai periti di Reggio Emilia:
«La patria? Io non la conosco! La patria è il motivo. I proletari non hanno patria. Si fa uno sciopero arrivan guardie e bisogna scappare all'estero … La guerra la faccia chi vuole: Spingardi e il turco; non con il sangue dei proletari italiani. Ci vuol coscienza! …ah! Se fossero tutti come me! Eravamo seicento, e se avessero pensato tutti come me, sarebbe restato a casa il sei e avrebbero mandato a Tripoli i due zeri. […]  No, non è questa la patria. Amiamo l'umanità!» (dalla perizia Petrazzani su Augusto Masetti)
L'11 marzo 1912 viene sancita la non punibilità del reato, tuttavia viene ugualmente internato in un manicomio giudiziario, nello stesso in cui Giovanni Passannante aveva terminato i suoi giorni, ovverosia in quello di Montelupo Fiorentino.
Il movimento “pro-Masetti” riesce, nel gennaio 1914, ad ottenere il trasferimento di Masetti nell'Ospedale Psichiatrico di Imola (Bologna), dove tutto il personale è aderente al comitato in suo favore e non crede alla presunta follia del degente. I comitati richiedono una nuova perizia, il Tribunale di Venezia accoglie la loro richiesta ma fa trasferire ugualmente Masetti presso l'Ospedale Psichiatrico di Brusegana (Padova).
Il gesto ribelle di Masetti, e il conseguente sviluppo del movimento antimilitarista in suo sostegno, contribuisce alla nascita del movimento insurrezionale passato alla storia con il nome di settimana rossa. Successivamente, grazie alle simpatie che il muratore-anarchico si era guadagnato, è nuovamente trasferito ad Imola (Bologna), dove può approfittare della libertà concessagli per frequentare anche le riunioni serali degli anarchici locali. A questo punto interviene però il sottoprefetto che obbliga il direttore del manicomio ad una terapia più rigorosa.
Dal 1919, si sposa con Concetta Pironi, vedova di guerra, insieme alla quale concepisce tre figli (Luisa, Cesare, Franco). Nel settembre 1935 si rifiuta di partecipare alle adunate del regime fascista in favore della guerra d'Etiopia, ma viene condannato al confino per 5 anni a Thiesi (Sassari). Durante il trasferimento gli vengono nuovamente imputati squilibri mentali e per questo viene nuovamente richiuso nel locale manicomio, dove resta circa tre mesi.
Nel 1940 può tornare finalmente ad Imola (Bologna) ma tre anni dopo, il 13 settembre 1943, viene arrestato dai nazisti. L'anno successivo, il figlio Cesare, partigiano della 36ª Brigata Garibaldi, sull'Appennino Imolese, muore in combattimento. Il dolore per la perdita del figlio gli procura l'ennesimo ricovero in manicomio: per gli psichiatri trattasi di "psicosi paranoide".
Dopo la Liberazione, il 1º maggio 1945, torna in libertà. Nel dopoguerra prosegue la sua attività libertaria e antimilitarista, fino a quando, il 3 marzo 1966, muore dopo essere stato investito a Imola da una moto della Polizia.